# Rollbach (Este)
Der Rollbach (früher auch Rebeck genannt) ist ein 5,6 km langer Bach in der Gemeinde Hollenstedt im Landkreis Harburg in Niedersachsen, der von rechts und Südosten in die Este mündet.

## Verlauf
Der Rollbach entspringt in einem Wiesengebiet im östlichen Ortsrand von Wenzendorf in westlicher Richtung. Er durchfließt ein Dutzend Fischteiche und dann deutlich begradigt als Wiesenbach in Richtung Dierstorf. Der Rollbach und sein Wiesenbett teilen Dierstorf in Ost-West-Richtung in zwei Ortsteile und kreuzen dabei die K 40 in westlicher Richtung. Von Bäumen gesäumt, durch einen kleinen Wald, fließt er leicht mäandernd, parallel zur Landstraße K 40, bevor er diese in nördlicher Richtung erneut unterquert. Er fließt auf wenigen hundert Metern deutlich begradigt, durch ein Wiesengebiet mit einigen Fischteichen, in Dierstorf-Heide, und dann einem natürlichen Verlauf folgend, innerhalb eines Waldes, bis zur kanalisierten Unterquerung der Autobahn A 1. Auf den letzten hundert Metern geht es deutlich begradigt durch das Stadtgebiet von Hollenstedt, bevor er in Hollenstedt von rechts und Südosten in die Este mündet.

## Zustand
Der Rollbach ist im Oberlauf kritisch belastet (Güteklasse II-III) und im Unterlauf mäßig belastet (Güteklasse II).

## Befahrungsregeln
Wegen intensiver Nutzung der Este durch Freizeitsport und Kanuverleiher erließ der Landkreis Harburg 2002 eine Verordnung unter anderem für die Este, ihre Nebengewässer und der zugehörigen Uferbereiche, die den Lebensraum von Pflanzen und Tieren schützen soll. Seitdem ist das Befahren und Betreten des Rollbachs ganzjährig verboten.